# Riksdagen 1573
Riksdagen 1573 ägde rum i Stockholm.
Ständerna sammanträdde den 24 juni 1573. 
Vid ett kyrkomöte i Uppsala i mars 1572 antogs en ny kyrkoordning. Under denna riksdag 1573 diskuterades dessa förändringar.
Riksdagen avslutades den 29 juni 1573.